# Jordan Sakho
Jordan Djounorou Sakho, (nacido el 4 de abril de 1997 en Kinshasa, República democrática del Congo) es un jugador de baloncesto congoleño. Con 2.09 de estatura, su puesto natural en la cancha es la de pívot. Actualmente pertenece a la plantilla del CB Breogán de la Liga Endesa.

## Trayectoria
Sakho es un pívot congoleño que jugó durante tres temporadas en el Torrelodones, en categoría junior y Liga EBA.
En septiembre de 2016 llega al Nou Congost firmando un contrato de formación con el ICL Manresa para alternar partidos con el equipo ACB y el equipo vinculado, el CB Martorell.
En julio de 2020 se anunció su cesión con opción de compra al San Pablo Burgos. En la temporada 20-21, con el conjunto burgalés consiguió dos títulos de la Basketball Champions League y una Copa Intercontinental.
El 8 de agosto de 2021, tras rescindir su contrato con el Bàsquet Manresa, firma por una temporada con el CB Breogán de la Liga Endesa. En la temporada 2021-22, promedió 5 puntos y 3 rebotes de media en algo más de 13 minutos por encuentro.
El 6 de junio de 2022, Jordan firma por el UCAM Murcia CB de la Liga Endesa.
El 16 de enero de 2024, firma por el CB Breogán de la Liga Endesa.